# Walter Pogge van Ranken
Walter Maximilian Pogge van Ranken (* 16. Juli 1913 in Riga; † 13. Januar 1982 in Flensburg) war ein deutscher Schriftsteller.

## Leben
Pogge van Rankens Eltern waren der Kaufmann Theodor Bruno Pogge und dessen Ehefrau Marie, geb. Beritz. Kindheit und Jugend verbrachte Pogge im Baltikum, in Moskau und in Berlin. Er lernte Verlagskaufmann und war anschließend als Journalist, Redakteur und Verlagslektor tätig. 1941 heiratete er Margarethe Bossum. 1945 flohen beide nach Glücksburg, später lebten sie in Flensburg.
Walter Pogge van Ranken war von 1946 bis 1973 literarischer Leiter des Christian-Wolff-Verlags in Flensburg. Er selbst publizierte seit 1933 Gedichte, Essays, Novellen, Hörspiele und 15 Romane.

## Werke
- Alltag beehrt sich...: [Gedichte]. Riga 1933.
- mit Heinz Bockhacker: Der grosse Treck: die Heimkehr der deutschen Bauern aus Galizien und Wolhynien; Führer durch die Ausstellung im Haus der Kunst. Haus der Kunst, Berlin 1940.
- mit Nils Stenbock: Der schmunzelnde Ordensritter. Verlag Grenze und Ausland, Berlin 1942.
- Nebenbei notiert. Wolff, Flensburg 1946 (Heitere Bücherei; 1).
- Der Götze einer Nacht. Wolff, Flensburg 1947.
- War sie dir gross genug, die Welt? Roman. Wolff, Flensburg 1948.
- Das himmlische Fenster: Erzählungen. Wolff, Flensburg 1948.
- Die unvollkommene Wandlung: Roman. Wolff, Flensburg 1952.
- Wohl dem der lügt: ein heiterer Münchhausen-Roman. Schneekluth, Darmstadt 1957 (Digitalisat).
- Die grauen Schläfen des Herrn Johannes: Roman. Wolff, Flensburg 1959.
- mit Fritz Funke: Treffpunkt Sylt. Wolff, Flensburg 1962.
- Saschinka: der heitere Roman eines heutigen Herrn von gestern. Wolff, Flensburg 1963.
- mit Werner Mordhorst: Was oder wo auf Sylt. Wolff, Flensburg 1968.
- mit Werner Mordhorst: Sylter Trostbüchlein. Wolff, Flensburg 1968.
- mit Werner Mordhorst: Glücklich auf Sylt. Wolff, Flensburg 1970.
- Warum und Wie auf Sylt. Wolff, Flensburg 1969.
- Genosse Popow empfiehlt sich: Roman. Schneekluth, München 1971, ISBN 3-7951-0234-0.
- Sonne, Sand, See, Sylt. Wolff, Flensburg 1971.
- Ein Hochstapler für Mama: Roman. Ehrenwirth, München 1974, ISBN 3-431-01599-9.
- Flensburg. Skandia-Verlag Sørensen, Flensburg 1974, ISBN 3-88060-003-1.
- Meine Freundin, deine Freundin: ein Roman auf Malta und Gozo. Ehrenwirth, München 1976, ISBN 3-431-01808-4.
- Träume auf Sylt: Roman. Schneekluth, München 1977, ISBN 3-7951-3009-3.